# Арена Греміо
«Арена Греміо» (порт. Arena do Grêmio) — футбольний стадіон у Порту-Алегрі, Бразилія, домашня арена клубу «ФК «Греміо»». Тут пройдуть матчі Кубка Америки з футболу 2019.

## Історія
У середині 2000-х років з'явилася ідея побудувати новий стадіон для проведення матчів Трикольорових. На початку 2006 року розпочались роботи по виготовленню проекту стадіону. Влутіку 2006 зацікавленні сторони залучились до обговорення місця будівництва нового стадіону, було два варіанти або на новому місці або на місці старого стадіону. У листопаді 2006 року, було зроблено попереднє техніко-економічне обґрунтування будівництва нового стадіону з голландською компанією Amsterdam Advisory Arena. Арена будувалась за фінансової допомоги партнерів та за стандартом ФІФА.
У жовтні 2009 місце будівництва було огорожено парканом. 13 травня 2010 року над майданчиком встановлено флагшток із прапором Греміо.
У лютому 2011 роботи по будівництву переривались через страйк робітників.
8 грудня 2012 арена була офіційно відкрита.
8 грудня 2016 на стадіоні відбувся повторний матч фінальної серії Кубка Бразилії з футболу.

## Концерти
| Дата              | Подія                        | Артист(и)                                                                    | Глядачі |
| ----------------- | ---------------------------- | ---------------------------------------------------------------------------- | ------- |
| 20 квітня 2013    | 2013 Roberto Carlos Tour     | Роберту Карлус                                                               | 50,000  |
| 18 червня 2014    | 2014 Green Valley World Tour | Dimitri Vegas & Like Mike, WolfPack, Thomaz Krause, Marcelo CIC, Rapha Costa | 14,000  |
| 14 грудня 2014    | Happy Holi                   | Alok, FTampa, Diego Miranda, LyoPak                                          | 12,000  |
| 2 травня 2015     | Фестиваль - Суперклуб        | Nicky Romero                                                                 | 7,000   |
| 11 листопада 2015 | Latin America Tour 2015      | Pearl Jam                                                                    | 29,667  |
| 16 грудня 2015    | Rattle That Lock Tour        | Девід Гілмор                                                                 | 37,674  |
| 11 листопада 2017 | A Head Full of Dreams Tour   | Coldplay                                                                     | 50,229  |
| 14 березня 2018   | Witness: The Tour            | Кеті Перрі                                                                   | 19,000  |
| 23 жовтня 2018    | El Dorado World Tour         | Шакіра                                                                       |         |
| 17 лютого 2019    | ÷ Tour                       | Ед Ширан                                                                     |         |